# Morti il 29 ottobre
| Questa pagina contiene informazioni ricavate automaticamente dalle voci biografiche con l'ausilio del template Bio e di un bot. L'aggiornamento è periodico e automatico e ricostruisce completamente la pagina. Se manca una persona in questa lista, sei pregato di non aggiungerla, ma accertati piuttosto che la sua voce biografica contenga il template Bio e che i dati anagrafici siano correttamente compilati. Se il template Bio manca, inseriscilo tu stesso o, in alternativa, metti l'avviso {{tmp\|Bio}} che ne segnala la mancanza. Se i dati riportati sono sbagliati, correggi direttamente la voce biografica; le modifiche saranno visibili in questa lista entro pochi giorni. Per chiarimenti vedi il progetto biografie. La lista contiene solo le 466 persone che sono citate nell'enciclopedia e per le quali è stato implementato correttamente il template Bio. Pagina aggiornata al 17 ago 2025. |

## IV secolo(1)
- 307 - Narciso di Girona, vescovo spagnolo

## V secolo(2)
- 415 - Onorato di Vercelli, vescovo e santo italiano
- 489 - Pietro III di Alessandria, teologo, santo e vescovo greco antico

## VII secolo(2)
- 606 - Ciriaco di Costantinopoli, arcivescovo bizantino
- 632 - Colmano di Kilmacduagh, abate e vescovo irlandese

## X secolo(1)
- 945 - Restaldo, vescovo italiano

## XI secolo(2)
- 1023 - Stefano Minicillo, vescovo e santo italiano (n. 935)
- 1047 - Shenuda II di Alessandria, arcivescovo cristiano orientale egiziano

## XIII secolo(5)
- 1266 - Margherita di Babenberg, nobile austriaca
- 1268 - Corradino di Svevia, sovrano (n. 1252)
- 1268 - Federico I di Baden-Baden, nobile tedesco (n. 1249)
- 1268 - Galvano Lancia, nobile, condottiero e politico italiano
- 1268 - Gherardo della Gherardesca, politico e militare italiano (n. 1198)

## XIV secolo(6)
- 1302 - Matteo d'Acquasparta, cardinale, teologo e filosofo italiano (n. 1240)
- 1321 - Stefano Uroš II Milutin, sovrano serbo (n. 1253)
- 1339 - Alessandro I di Tver', principe (n. 1301)
- 1348 - Eleonora del Portogallo, principessa portoghese (n. 1328)
- 1369 - Androin de la Roche, abate e cardinale francese
- 1383 - Ferdinando I del Portogallo, re portoghese (n. 1345)

## XV secolo(4)
- 1437 - Antonio Fluvian de Riviere, cavaliere medievale spagnolo
- 1439 - Antoine de Vergy, militare francese (n. 1375)
- 1481 - Giovanni di Paolo Rucellai, mercante, umanista e scrittore italiano (n. 1403)
- 1500 - Niccolò Maria Rangoni, condottiero italiano (n. 1455)

## XVI secolo(5)
- 1565 - Ranuccio Farnese, cardinale italiano (n. 1530)
- 1585 - Özdemiroğlu Osman Pascià, militare e politico ottomano (n. 1526)
- 1586 - Vincenzo Ercolani, vescovo cattolico italiano (n. 1517)
- 1590 - Dirck Volckertszoon Coornhert, scrittore e teologo olandese (n. 1522)
- 1599 - Giovanni Antonio Paracca, scultore italiano (n. 1546)

## XVII secolo(19)
- 1603 - Irina Fëdorovna Godunova, russa (n. 1557)
- 1617 - Margherita Sarrocchi, poetessa italiana (n. 1560)
- 1618 - Walter Raleigh, navigatore, corsaro e poeta inglese
- 1626 - Ferdinando Gonzaga, nobile e collezionista d'arte italiano (n. 1587)
- 1639 - Gasparo Narvesa, pittore italiano (n. 1558)
- 1644 - François Derand, architetto e gesuita francese
- 1648 - Thomas Rainsborough, politico e militare britannico (n. 1610)
- 1650 - François Florent, giurista francese (n. 1590)
- 1661 - Carlo Emanuele Vizzani, giurista e filosofo italiano (n. 1617)
- 1665 - António I del Congo, sovrano (n. 1617)
- 1666 - Edmund Calamy il Vecchio, religioso inglese (n. 1600)
- 1675 - Andreas Hammerschmidt, compositore e organista tedesco (n. 1611)
- 1676 - Ugo Boncompagni, IV duca di Sora, nobile italiano (n. 1614)
- 1682 - Baptist Noel, III visconte Campden, politico inglese (n. 1611)
- 1684 - François Pallu, vescovo cattolico e missionario francese (n. 1626)
- 1685 - Anne Wharton, poetessa e drammaturga inglese (n. 1659)
- 1688 - Șerban Cantacuzino, funzionario romeno
- 1692 - Melchisédech Thévenot, scrittore, scienziato e orientalista francese
- 1700 - Gian Giacomo Bornini, pittore italiano (n. 1635)

## XVIII secolo(18)
- 1702 - Bartholomew Sharp, pirata inglese (n. 1650)
- 1707 - Maria Clara Eimmart, disegnatrice e astronoma tedesca (n. 1676)
- 1726 - Jean Boivin, scrittore francese (n. 1663)
- 1743 - Toribio José Miguel de Cossío y Campa, politico spagnolo (n. 1665)
- 1753 - Johann Gottfried Fehre, architetto tedesco (n. 1685)
- 1763 - Frans Greenwood, pittore e incisore olandese (n. 1680)
- 1774 - Augustin Haller von Hallerstein, gesuita e missionario tedesco (n. 1703)
- 1781 - Pietro Turchi, scultore e intagliatore italiano (n. 1711)
- 1781 - Giuseppe del Moro, pittore italiano
- 1783 - Jean Baptiste Le Rond d'Alembert, matematico, fisico e astronomo francese (n. 1717)
- 1784 - Giuseppe Zais, pittore italiano (n. 1709)
- 1791 - Giuseppe Davia, ingegnere militare e matematico italiano (n. 1710)
- 1794 - Hryhorij Savyč Skovoroda, poeta e filosofo ucraino (n. 1722)
- 1796 - Charles Lynch, ufficiale statunitense (n. 1736)
- 1799 - Ignazio Ciaia, scrittore italiano (n. 1766)
- 1799 - Domenico Cirillo, patologo, entomologo e botanico italiano (n. 1739)
- 1799 - Francesco Mario Pagano, giurista, filosofo e politico italiano (n. 1748)
- 1799 - Giorgio Vincenzo Pigliacelli, giurista e politico italiano (n. 1751)

## XIX secolo(46)
- 1802 - Giuseppe Benedetto di Savoia, nobile (n. 1766)
- 1804 - George Morland, pittore inglese (n. 1763)
- 1805 - Tituš Brezovački, poeta, scrittore e religioso croato (n. 1757)
- 1806 - Charles Le Picq, ballerino e coreografo francese (n. 1745)
- 1812 - Claude François de Malet, generale francese (n. 1754)
- 1816 - Francisco José de Caldas, botanico e naturalista colombiano (n. 1768)
- 1818 - Giuseppe Sbravati, scultore italiano (n. 1743)
- 1825 - Carlo Alberto Donati, architetto e ingegnere svizzero (n. 1790)
- 1829 - Maria Anna Mozart, compositrice, pianista e clavicembalista austriaca (n. 1751)
- 1833 - Emanuele Bellorado, arcivescovo cattolico italiano (n. 1765)
- 1849 - Alessandro Berrettini, vescovo cattolico italiano (n. 1765)
- 1853 - Pierre-Joseph-Guillaume Zimmermann, compositore e pianista francese (n. 1785)
- 1855 - Ludwika Jędrzejewicz, polacca (n. 1807)
- 1855 - Evasio Radice, patriota e politico italiano (n. 1794)
- 1857 - Alberto Barbolani di Montauto, patriarca cattolico e funzionario italiano (n. 1804)
- 1857 - Giuseppe Siccardi, giurista e politico italiano (n. 1802)
- 1859 - Cencio Vendetta, brigante italiano (n. 1825)
- 1860 - Gaetano Errico, presbitero italiano (n. 1791)
- 1860 - Matteo Negri, militare italiano (n. 1818)
- 1864 - John Leech, illustratore britannico (n. 1817)
- 1866 - James Beckwourth, esploratore statunitense (n. 1798)
- 1866 - Giulio Cesare Da Passano, patriota e politico italiano (n. 1818)
- 1872 - Pierre Charles Fournier de Saint-Amant, scacchista francese (n. 1800)
- 1873 - Ernest Feydeau, scrittore francese (n. 1821)
- 1873 - Giovanni di Sassonia, sovrano tedesco (n. 1801)
- 1874 - Pietro Marchelli, architetto italiano (n. 1806)
- 1875 - John Gardner Wilkinson, egittologo inglese (n. 1797)
- 1877 - Nathan Bedford Forrest, militare (n. 1821)
- 1877 - Facundo Machaín, politico paraguaiano (n. 1845)
- 1879 - Pietro Castiglia, politico italiano (n. 1808)
- 1879 - Domonkos Zichy, vescovo cattolico ungherese (n. 1808)
- 1880 - Johann Nepomuk Geiger, pittore e disegnatore austriaco (n. 1805)
- 1881 - Jean-Baptiste Bouillaud, medico francese (n. 1796)
- 1882 - Gustav Nottebohm, musicologo, compositore e pianista tedesco (n. 1817)
- 1883 - Gustavus Fox, militare e storico statunitense (n. 1821)
- 1884 - Sarah Louisa Forten Purvis, poetessa statunitense (n. 1814)
- 1885 - Augustus Hobart-Hampden, VI conte di Buckinghamshire, nobile inglese (n. 1793)
- 1885 - Ernst Lafite, pittore austriaco (n. 1826)
- 1885 - George B. McClellan, generale e politico statunitense (n. 1826)
- 1886 - Emilio Santarelli, scultore italiano (n. 1801)
- 1886 - Giovanni Antonio Vanoni, pittore svizzero (n. 1810)
- 1889 - Nikolaj Gavrilovič Černyševskij, filosofo, scrittore e lessicografo russo (n. 1828)
- 1890 - Luigi Berti, poliziotto italiano (n. 1828)
- 1892 - William Michael Harnett, pittore irlandese (n. 1848)
- 1897 - Henry George, economista e politico statunitense (n. 1839)
- 1900 - Cristiano Vittorio di Schleswig-Holstein, principe inglese (n. 1867)

## XX secolo(220)
- 1901 - Leon Czolgosz, anarchico statunitense (n. 1873)
- 1904 - Luigi Ossoinack, politico e imprenditore ungherese (n. 1849)
- 1905 - Pacifico Ceresa, imprenditore e politico italiano (n. 1833)
- 1905 - Étienne Desmarteau, martellista canadese (n. 1873)
- 1906 - Luigi Mochi, politico italiano (n. 1845)
- 1908 - Silvije Strahimir Kranjčević, poeta e scrittore croato (n. 1865)
- 1911 - Joseph Pulitzer, giornalista, editore e politico ungherese (n. 1847)
- 1912 - Roberto Paganini, politico italiano (n. 1849)
- 1913 - Darío de Regoyos, pittore spagnolo (n. 1857)
- 1914 - Giovanni Battista Guccia, matematico italiano (n. 1855)
- 1914 - Pejo Javorov, poeta bulgaro (n. 1877)
- 1917 - Giancarlo Castelbarco, militare italiano (n. 1884)
- 1917 - Arrigo Tamassia, medico italiano (n. 1848)
- 1918 - Ugo Bartolomei, militare italiano (n. 1899)
- 1918 - Silvio Palli, militare e aviatore italiano (n. 1896)
- 1918 - Eleonoro Pasini, politico italiano (n. 1836)
- 1918 - Rudolf Tobias, compositore estone (n. 1873)
- 1918 - Lodovico Valtorta, militare italiano (n. 1893)
- 1918 - Paul West, sceneggiatore statunitense (n. 1871)
- 1918 - Maurizio Zanfarino, militare italiano (n. 1895)
- 1919 - Soyen Shaku, maestro zen giapponese (n. 1860)
- 1921 - Paolo Albera, presbitero e educatore italiano (n. 1845)
- 1921 - Wilhelm Heinrich Erb, neurologo tedesco (n. 1840)
- 1922 - Felice Barnabei, archeologo e politico italiano (n. 1842)
- 1922 - Antonio Barzaghi Cattaneo, pittore svizzero (n. 1834)
- 1922 - Charles Eldridge, attore statunitense (n. 1854)
- 1924 - Frances Hodgson Burnett, commediografa e scrittrice britannica (n. 1849)
- 1924 - Maffeo Pantaleoni, economista e politico italiano (n. 1857)
- 1925 - Thorstein Hiortdahl, chimico, mineralogista e politico norvegese (n. 1839)
- 1927 - Leonard Nelson, filosofo e matematico tedesco (n. 1882)
- 1928 - Gaston Bussière, pittore e illustratore francese (n. 1862)
- 1930 - Bernardo Ramelli, architetto svizzero (n. 1873)
- 1931 - Gabriella Rasponi Spalletti, socialite italiana (n. 1853)
- 1932 - Joseph Babinski, neurologo francese (n. 1857)
- 1932 - Hugh Fortescue, IV conte Fortescue, politico inglese (n. 1854)
- 1932 - Giulio Padulli, imprenditore e politico italiano (n. 1869)
- 1933 - Rudolph Lewis, ciclista su strada sudafricano (n. 1887)
- 1933 - George Luks, pittore, illustratore e fumettista statunitense (n. 1867)
- 1933 - Paul Painlevé, matematico e politico francese (n. 1863)
- 1934 - Carlo Apostolo, chimico italiano (n. 1881)
- 1934 - Lou Tellegen, attore, regista e sceneggiatore olandese (n. 1881)
- 1936 - Ramiro Ledesma Ramos, saggista, filosofo e politico spagnolo (n. 1905)
- 1936 - Ramiro de Maeztu, poeta e scrittore spagnolo (n. 1874)
- 1936 - Karl Seidenstücker, indologo, scrittore e traduttore tedesco (n. 1876)
- 1936 - Ja'far al-'Askari, militare e politico iracheno (n. 1885)
- 1937 - Élie Faure, storico dell'arte e medico francese (n. 1873)
- 1937 - Moyshe Kulbak, poeta e scrittore bielorusso (n. 1896)
- 1937 - Mikhas Čarot, poeta e scrittore bielorusso (n. 1896)
- 1939 - Giulio Crimi, tenore italiano (n. 1885)
- 1939 - Margaret Floy Washburn, psicologa statunitense (n. 1871)
- 1940 - Celestino Endrici, arcivescovo cattolico italiano (n. 1866)
- 1940 - Phan Bội Châu, rivoluzionario e patriota vietnamita (n. 1867)
- 1941 - Aleksandr Nikolaevič Afinogenov, drammaturgo russo (n. 1904)
- 1941 - Giovanni Agnes, militare e marinaio italiano (n. 1906)
- 1941 - Károly Huszár, politico ungherese (n. 1882)
- 1941 - Luigi Rossi, avvocato, giurista e politico italiano (n. 1867)
- 1941 - Hamilton Smith, sceneggiatore e regista statunitense (n. 1887)
- 1942 - Giacomo Cesaroni, militare italiano (n. 1921)
- 1942 - Giovanni Battista Rosa, arcivescovo cattolico italiano (n. 1867)
- 1942 - Anna Antoinette Weber-van Bosse, botanica olandese (n. 1852)
- 1943 - Chester Bennett, regista statunitense (n. 1892)
- 1943 - Johann Heinrich Biltz, chimico tedesco (n. 1865)
- 1944 - Adolfo Grassi, partigiano italiano (n. 1921)
- 1944 - Max Götze, pistard tedesco (n. 1880)
- 1944 - Alexander Skutecký, architetto slovacco (n. 1883)
- 1944 - Otto Wallburg, attore tedesco (n. 1889)
- 1945 - Karl Theodor Fahr, patologo tedesco (n. 1877)
- 1945 - Alessandro Milesi, pittore italiano (n. 1856)
- 1946 - Robert Keres, cestista estone (n. 1907)
- 1946 - Giovanni Lombardi, giurista e politico italiano (n. 1872)
- 1947 - Frances Cleveland, first lady statunitense (n. 1864)
- 1947 - Louis Delaunoij, schermidore olandese (n. 1879)
- 1948 - Poul Hansen, lottatore danese (n. 1891)
- 1948 - Wesley Mitchell, economista statunitense (n. 1874)
- 1949 - Georges Ivanovič Gurdjieff, filosofo, scrittore e mistico armeno (n. 1872)
- 1950 - Amerigo Crispo, avvocato e politico italiano (n. 1886)
- 1950 - Gustavo V di Svezia, sovrano svedese (n. 1858)
- 1951 - Robert Grant Aitken, astronomo statunitense (n. 1864)
- 1951 - Jimmy Tremeer, ostacolista e giavellottista britannico (n. 1874)
- 1952 - Harvey Thomas Dunn, pittore statunitense (n. 1884)
- 1953 - Harold Olsen, allenatore di pallacanestro statunitense (n. 1895)
- 1955 - Viljo Lietola, calciatore finlandese (n. 1888)
- 1955 - Giuseppe Raimondi, politico italiano (n. 1878)
- 1956 - Louis Rosier, pilota automobilistico francese (n. 1905)
- 1956 - Tom Webb-Bowen, aviatore inglese (n. 1879)
- 1957 - Umberto Busani, calciatore italiano (n. 1915)
- 1957 - Miro Gamba, ingegnere italiano (n. 1879)
- 1957 - Louis B. Mayer, produttore cinematografico statunitense (n. 1884)
- 1958 - Zoë Akins, poetessa, commediografa e sceneggiatrice statunitense (n. 1886)
- 1959 - Edith Clarke, ingegnera e docente statunitense (n. 1883)
- 1959 - Aleksandr Dmitrievič Dubjago, astronomo russo (n. 1903)
- 1959 - William Suida, storico dell'arte e collezionista d'arte austriaco (n. 1870)
- 1959 - Sisavang Vong, re laotiano (n. 1885)
- 1960 - Giorgio Canuto, esperantista italiano (n. 1897)
- 1961 - Carlo Pastorino, scrittore e poeta italiano (n. 1887)
- 1961 - Renzo Ravenna, avvocato e politico italiano (n. 1893)
- 1961 - Tiny Sandford, attore statunitense (n. 1894)
- 1961 - Emerich Vogl, calciatore e allenatore di calcio rumeno (n. 1905)
- 1962 - Ivo Buzzegoli, allenatore di calcio e calciatore italiano (n. 1919)
- 1962 - Gaetano Fuardo, ingegnere e inventore italiano (n. 1878)
- 1962 - Umberto Guarducci, ciclista su strada italiano (n. 1911)
- 1962 - Einar Gundersen, calciatore norvegese (n. 1896)
- 1962 - Eger V. Murphree, chimico statunitense (n. 1898)
- 1962 - David Rittenhouse, aviatore e militare statunitense (n. 1894)
- 1963 - Raymond Greenleaf, attore statunitense (n. 1892)
- 1963 - Adolphe Menjou, attore statunitense (n. 1890)
- 1964 - Vasilij Ivanovič Agapkin, compositore e direttore d'orchestra sovietico (n. 1884)
- 1964 - Filippo Amantea Mannelli, poeta, giurista e filosofo italiano (n. 1878)
- 1964 - Claudio Ermelli, attore italiano (n. 1892)
- 1964 - Benno Fiala von Fernbrugg, aviatore austro-ungarico (n. 1890)
- 1965 - Miller Anderson, tuffatore e militare statunitense (n. 1922)
- 1965 - Mehdi Ben Barka, politico e attivista marocchino (n. 1920)
- 1965 - Bill McKechnie, giocatore di baseball e allenatore di baseball statunitense (n. 1886)
- 1965 - Frank Wheaton, tennista statunitense (n. 1876)
- 1965 - Lorenzo de Paolis, violoncellista, compositore e direttore d'orchestra italiano (n. 1890)
- 1966 - Robert Charpentier, ciclista su strada francese (n. 1916)
- 1966 - Vittorio Rizzi, calciatore italiano (n. 1902)
- 1967 - Julien Duvivier, regista, sceneggiatore e produttore cinematografico francese (n. 1896)
- 1968 - Giuseppe Agù, calciatore italiano (n. 1911)
- 1968 - Enrico Befani, imprenditore italiano (n. 1910)
- 1968 - Angelo Pozzi, arbitro di calcio e dirigente sportivo italiano (n. 1895)
- 1969 - Cecilia Cuțescu-Storck, pittrice e docente rumena (n. 1879)
- 1969 - Sholto Douglas, generale britannico (n. 1893)
- 1969 - Pops Foster, musicista statunitense (n. 1892)
- 1969 - Francisco Orlich Bolmarcich, politico costaricano (n. 1907)
- 1969 - Samuel Miklos Stern, orientalista ungherese (n. 1920)
- 1970 - Pietro Leone, insegnante italiano (n. 1917)
- 1971 - Duane Allman, chitarrista e cantante statunitense (n. 1946)
- 1971 - Arne Tiselius, biochimico svedese (n. 1902)
- 1971 - Maria Bianca Viviani della Robbia, scrittrice, imprenditrice e filantropa italiana (n. 1884)
- 1972 - Roberto Marmugi, politico, partigiano e sindacalista italiano (n. 1921)
- 1972 - Victor Milner, direttore della fotografia statunitense (n. 1893)
- 1972 - Mario Alberto Zingaretti, sindacalista, partigiano e antifascista italiano (n. 1890)
- 1973 - Johnny Coulon, pugile canadese (n. 1889)
- 1973 - Max Morise, artista, scrittore e attore francese (n. 1900)
- 1973 - Estanislau de Figueiredo Pamplona, calciatore brasiliano (n. 1904)
- 1973 - Heiko Schwartz, pallanuotista tedesco (n. 1911)
- 1974 - Axel Cadier, lottatore svedese (n. 1906)
- 1974 - Luca Mantini, terrorista italiano (n. 1946)
- 1974 - Jan Wyżykowski, geologo polacco (n. 1917)
- 1975 - Francesco Gargano, schermidore italiano (n. 1896)
- 1975 - Edmund Langley Hirst, chimico inglese (n. 1898)
- 1976 - Gloria Hope, attrice statunitense (n. 1901)
- 1976 - Renzo Vestrini, canottiere e pittore italiano (n. 1906)
- 1977 - Seison Maeda, pittore giapponese (n. 1885)
- 1977 - Bruno Paparella, attivista italiano (n. 1922)
- 1977 - Yrjö Keinonen, generale finlandese (n. 1912)
- 1978 - Eugen Mack, ginnasta svizzero (n. 1907)
- 1978 - Ida Noddack, chimica e fisica tedesca (n. 1896)
- 1978 - Carlo Payer, calciatore italiano (n. 1890)
- 1978 - Mario Pontremoli, dirigente d'azienda, partigiano e ufficiale italiano (n. 1896)
- 1979 - Bruno Bianchi, calciatore italiano (n. 1910)
- 1979 - Antonino Uccello, antropologo e poeta italiano (n. 1922)
- 1980 - George Borġ Olivier, politico maltese (n. 1911)
- 1980 - Leone Cattani, avvocato e politico italiano (n. 1906)
- 1980 - Ab Tresling, hockeista su prato olandese (n. 1909)
- 1981 - Georges Brassens, cantautore, poeta e attore francese (n. 1921)
- 1981 - Dmitrij Nikolaevič Čečulin, architetto, urbanista e scrittore sovietico (n. 1901)
- 1981 - Hugo Hadwiger, matematico svizzero (n. 1908)
- 1981 - Ruggero Moscati, storico italiano (n. 1908)
- 1981 - Herbert Westermark, velista svedese (n. 1891)
- 1982 - Lamberto Dalla Costa, bobbista italiano (n. 1920)
- 1982 - Sidney Kirkman, generale inglese (n. 1895)
- 1982 - William Lloyd Webber, organista e compositore britannico (n. 1914)
- 1982 - Richard Wahl, schermidore tedesco (n. 1906)
- 1983 - Peppino Manente Comunale, politico italiano (n. 1922)
- 1983 - Helmut Rauca, militare tedesco (n. 1908)
- 1984 - Jacques Adnet, pittore, architetto e designer francese (n. 1900)
- 1984 - Luigi Ferrero, allenatore di calcio e calciatore italiano (n. 1904)
- 1985 - Evgenij Michajlovič Lifšic, fisico sovietico (n. 1915)
- 1985 - John Davis Lodge, politico, ambasciatore e attore statunitense (n. 1903)
- 1985 - Mário Amâncio Duarte, cestista e allenatore di pallacanestro brasiliano (n. 1914)
- 1986 - Raffaele Rossini, calciatore e allenatore di calcio italiano (n. 1912)
- 1986 - Aroldo Vaccari, calciatore italiano (n. 1908)
- 1986 - Harry Voigt, velocista tedesco (n. 1913)
- 1987 - Woody Herman, clarinettista, sassofonista e cantante statunitense (n. 1913)
- 1987 - Vittorio Tavernari, scultore e pittore italiano (n. 1919)
- 1988 - Aleksandra Aleksandrovna Ablakatova, botanica e micologa russa (n. 1907)
- 1988 - Thomas Benjamin Cooray, cardinale e arcivescovo cattolico singalese (n. 1901)
- 1988 - Mary Kid, attrice tedesca (n. 1904)
- 1988 - Ross Rocklynne, scrittore statunitense (n. 1913)
- 1989 - Roland Anderson, scenografo statunitense (n. 1903)
- 1989 - Gerhard Bremer, militare tedesco (n. 1917)
- 1989 - Bruno Cortini, regista e sceneggiatore italiano (n. 1943)
- 1989 - Giuseppe Montalbano, politico e giurista italiano (n. 1895)
- 1989 - Julija Ippolitovna Solnceva, regista e attrice sovietica (n. 1901)
- 1990 - Volker von Collande, attore, regista e sceneggiatore tedesco (n. 1913)
- 1990 - Renato Dell'Andro, giurista e politico italiano (n. 1922)
- 1990 - William French Smith, politico statunitense (n. 1917)
- 1991 - Silvano Brengola, militare e marinaio italiano (n. 1903)
- 1991 - John DeCuir, scenografo statunitense (n. 1918)
- 1991 - Franco Nonnis, pittore e scenografo italiano (n. 1925)
- 1991 - Mario Scelba, politico italiano (n. 1901)
- 1991 - Jean Schmit, calciatore lussemburghese (n. 1915)
- 1992 - Margaret Herz Hohenberg, psichiatra e psicoanalista slovacca (n. 1898)
- 1992 - Kenneth MacMillan, coreografo e ballerino britannico (n. 1929)
- 1992 - Louis Marin, filosofo e storico francese (n. 1931)
- 1992 - Ferruccio Mosetti, fisico e oceanografo italiano (n. 1929)
- 1993 - Herbert Lütkebohmert, calciatore tedesco (n. 1948)
- 1993 - Masahiro Makino, regista, sceneggiatore e attore giapponese (n. 1908)
- 1993 - Ewald Riebschläger, tuffatore tedesco (n. 1904)
- 1993 - Elliot Scott, scenografo britannico (n. 1915)
- 1993 - Roger Turner, pattinatore artistico su ghiaccio statunitense (n. 1901)
- 1994 - Albino Crespi, ciclista su strada italiano (n. 1930)
- 1994 - Jalmari Kivenheimo, ginnasta finlandese (n. 1889)
- 1994 - Enrico Morovich, scrittore e saggista italiano (n. 1906)
- 1994 - Pearl Primus, ballerina, coreografa e antropologa statunitense (n. 1919)
- 1995 - Claude Agostini, direttore della fotografia francese (n. 1936)
- 1995 - Pierre Hornus, calciatore francese (n. 1908)
- 1995 - Terry Southern, scrittore e sceneggiatore statunitense (n. 1924)
- 1996 - Christophe Munzihirwa Mwene Ngabo, arcivescovo cattolico della Repubblica Democratica del Congo (n. 1926)
- 1996 - Maximino Romero de Lema, arcivescovo cattolico spagnolo (n. 1911)
- 1997 - Anton LaVey, esoterista, musicista e scrittore statunitense (n. 1930)
- 1998 - Anthony Celebrezze, politico statunitense (n. 1910)
- 1998 - Paul Misraki, compositore e paroliere francese (n. 1908)
- 1998 - Harry Weese, architetto statunitense (n. 1915)
- 1999 - Borhan Abu Samah, calciatore singaporiano (n. 1965)
- 1999 - Greg, fumettista e scrittore belga (n. 1931)
- 2000 - Carlos Guastavino, compositore argentino (n. 1912)
- 2000 - Generoso Simeone, politico italiano (n. 1944)

## XXI secolo(134)
- 2001 - Angelo Ippolito, pittore statunitense (n. 1922)
- 2001 - Milorad B. Protić, astronomo serbo (n. 1911)
- 2002 - Mohammed Acha, cestista nigeriano (n. 1973)
- 2002 - Lorenzo Artale, attore, regista e direttore del doppiaggio italiano (n. 1931)
- 2002 - Marina Berti, attrice italiana (n. 1924)
- 2002 - Andrea Blasi, cestista italiano (n. 1965)
- 2002 - Dragan Malešević Tapi, pittore serbo (n. 1949)
- 2002 - Glenn McQueen, animatore canadese (n. 1960)
- 2002 - Raymond Savignac, pubblicitario francese (n. 1907)
- 2003 - Carlo Belloli, poeta e critico d'arte italiano (n. 1922)
- 2003 - Hal Clement, scrittore di fantascienza statunitense (n. 1922)
- 2003 - Franco Corelli, tenore italiano (n. 1921)
- 2003 - Gerrie Deijkers, calciatore olandese (n. 1946)
- 2004 - Alice Montagu Douglas Scott, nobile britannica (n. 1901)
- 2004 - Natal'ja Baranskaja, scrittrice sovietica (n. 1908)
- 2004 - Giuseppe Flores D'Arcais, pedagogista italiano (n. 1908)
- 2004 - Jacinto João, calciatore portoghese (n. 1944)
- 2004 - Vaughn Meader, comico e imitatore statunitense (n. 1936)
- 2004 - Gerard Ross Norton, militare sudafricano (n. 1915)
- 2005 - Lloyd Bochner, attore canadese (n. 1924)
- 2005 - Giosuè Musca, storico italiano (n. 1928)
- 2005 - Mateo Nicoláu, calciatore argentino (n. 1920)
- 2005 - Sergej Savel'ev, fondista sovietico (n. 1948)
- 2005 - Antonio Vitale, politico italiano (n. 1933)
- 2006 - Robert Caswell, sceneggiatore e produttore cinematografico australiano (n. 1946)
- 2006 - Jim Grimm, compositore e musicologo svizzero (n. 1928)
- 2006 - Runer Jonsson, giornalista e scrittore svedese (n. 1916)
- 2006 - Nigel Kneale, scrittore, sceneggiatore e attore mannese (n. 1922)
- 2006 - Giampiero Orsello, politico e giurista italiano (n. 1927)
- 2006 - Francesco Pignatone, politico italiano (n. 1923)
- 2007 - Bruno Fadini, informatico italiano (n. 1937)
- 2007 - Frane Matošić, allenatore di calcio e calciatore jugoslavo (n. 1918)
- 2007 - David Morris, attore britannico (n. 1924)
- 2007 - Christian d'Oriola, schermidore francese (n. 1928)
- 2007 - Khun Sa, criminale birmano (n. 1934)
- 2007 - Paul Widowitz, cestista statunitense (n. 1917)
- 2008 - Cor Brom, allenatore di calcio olandese (n. 1932)
- 2008 - William Wharton, scrittore e pittore statunitense (n. 1925)
- 2009 - Luis Fernando Castillo Mendez, vescovo venezuelano (n. 1922)
- 2009 - Anna Aleksandrovna Timofeeva-Egorova, aviatrice sovietica (n. 1918)
- 2009 - Beat Rüedi, hockeista su ghiaccio e allenatore di hockey su ghiaccio svizzero (n. 1920)
- 2009 - Alexander Schure, imprenditore, regista cinematografico e produttore cinematografico statunitense (n. 1920)
- 2009 - Corrado Scivoletto, prefetto e funzionario italiano (n. 1930)
- 2009 - Bei Shizhang, biologo e educatore cinese (n. 1903)
- 2010 - Ronnie Clayton, calciatore inglese (n. 1934)
- 2010 - Gresham Sykes, sociologo e criminologo statunitense (n. 1922)
- 2010 - George Hickenlooper, regista, sceneggiatore e produttore cinematografico statunitense (n. 1963)
- 2010 - Primo Marzi, ufficiale italiano (n. 1921)
- 2010 - Bernard Musson, attore francese (n. 1925)
- 2010 - Cecilia Sacchi, attrice italiana (n. 1938)
- 2010 - Roberto Schisano, dirigente d'azienda italiano (n. 1943)
- 2010 - Takeshi Shudō, sceneggiatore giapponese (n. 1949)
- 2011 - Axel e Eigil Axgil, danese (n. 1915)
- 2011 - Aldo Donà, cantante italiano (n. 1920)
- 2011 - Jaime Díaz Rozzotto, politico e docente guatemalteco (n. 1918)
- 2011 - Robert Lamoureux, attore, regista e commediografo francese (n. 1920)
- 2011 - R.C. Pitts, cestista statunitense (n. 1919)
- 2011 - Jimmy Savile, disc jockey, conduttore radiofonico e conduttore televisivo britannico (n. 1926)
- 2012 - Mario Bini, ammiraglio italiano (n. 1918)
- 2012 - Valerie Davies, aracnologa australiana (n. 1920)
- 2012 - Cordelia Edvardson, giornalista e scrittrice tedesca (n. 1929)
- 2012 - Giuseppe Giacovazzo, giornalista, scrittore e politico italiano (n. 1925)
- 2012 - Albano Harguindeguy, generale, politico e criminale argentino (n. 1927)
- 2012 - Wallace Sargent, astronomo statunitense (n. 1935)
- 2013 - Allal Ben Kassou, calciatore marocchino (n. 1941)
- 2013 - Rudolf Kehrer, pianista, compositore e docente russo (n. 1923)
- 2013 - Graham Stark, attore britannico (n. 1922)
- 2013 - Wong Kim Poh, cestista singaporiano (n. 1934)
- 2014 - Rainer Hasler, calciatore liechtensteinese (n. 1958)
- 2014 - Klas Ingesson, calciatore e allenatore di calcio svedese (n. 1968)
- 2014 - Antonio Sibilia, imprenditore e dirigente sportivo italiano (n. 1920)
- 2015 - Ticky Burden, cestista statunitense (n. 1953)
- 2015 - Bruno Cadetto, politico e partigiano italiano (n. 1919)
- 2015 - Tino Casali, partigiano e politico italiano (n. 1920)
- 2015 - Ernesto Herrera, politico e avvocato filippino (n. 1942)
- 2015 - Boris Kristančić, cestista e allenatore di pallacanestro jugoslavo (n. 1931)
- 2015 - Oddvar Kruge, calciatore norvegese (n. 1926)
- 2015 - Jim Mooney, cestista statunitense (n. 1930)
- 2015 - Umberto Serradimigni, allenatore di calcio e calciatore italiano (n. 1931)
- 2015 - Franz Thaler, pacifista e artigiano italiano (n. 1925)
- 2015 - Ranko Žeravica, cestista e allenatore di pallacanestro jugoslavo (n. 1929)
- 2016 - Norman Brokaw, manager statunitense (n. 1927)
- 2016 - Roland Dyens, chitarrista, compositore e arrangiatore francese (n. 1955)
- 2016 - Pen Sovan, politico cambogiano (n. 1936)
- 2017 - Muhal Richard Abrams, musicista e compositore statunitense (n. 1930)
- 2017 - Gino Bacci, giornalista e scrittore italiano (n. 1936)
- 2017 - Keith Briffa, climatologo britannico (n. 1952)
- 2017 - Richard Hambleton, pittore canadese (n. 1952)
- 2017 - Władysław Kowalski, attore polacco (n. 1936)
- 2017 - Elena Lagadinova, agronoma e politica bulgara (n. 1930)
- 2017 - Anthony Madigan, pugile australiano (n. 1930)
- 2017 - Manfredi Nicoletti, architetto e saggista italiano (n. 1930)
- 2017 - Linda Nochlin, storica dell'arte e scrittrice statunitense (n. 1931)
- 2017 - Ninian Stephen, giurista e politico australiano (n. 1923)
- 2017 - Piotr Szczęsny, chimico polacco (n. 1963)
- 2018 - Germán Aceros, calciatore colombiano (n. 1938)
- 2018 - Bernard Bragg, attore statunitense (n. 1928)
- 2018 - Carlo Cresti, architetto e storico dell'architettura italiano (n. 1931)
- 2018 - Franco Franchi, ciclista su strada italiano (n. 1923)
- 2018 - John Roselius, attore statunitense (n. 1944)
- 2019 - Gerald L. Baliles, politico statunitense (n. 1940)
- 2019 - Claude Constantino, cestista e allenatore di pallacanestro senegalese (n. 1938)
- 2019 - Richard Gerard Lennon, vescovo cattolico statunitense (n. 1947)
- 2019 - John Witherspoon, attore e comico statunitense (n. 1942)
- 2020 - Angelika Amon, biologa austriaca (n. 1967)
- 2020 - Bruno Maggioni, biblista italiano (n. 1932)
- 2020 - Enzo Porta, violinista italiano (n. 1931)
- 2020 - J.J. Williams, rugbista a 15 gallese (n. 1948)
- 2020 - Enore Zaffiri, compositore e musicista italiano (n. 1928)
- 2020 - Slaven Zambata, calciatore jugoslavo (n. 1940)
- 2020 - Giuseppe Zurlo, politico e giornalista italiano (n. 1926)
- 2020 - Damir Šutevski, calciatore jugoslavo (n. 1954)
- 2021 - Luigi Blasucci, critico letterario e italianista italiano (n. 1924)
- 2021 - Mehdi Cerbah, allenatore di calcio e calciatore algerino (n. 1953)
- 2021 - Vjačeslav Chrynin, cestista sovietico (n. 1937)
- 2021 - Igor' Leonidovič Kirillov, giornalista sovietico (n. 1932)
- 2021 - Clément Mouamba, politico della Repubblica del Congo (n. 1944)
- 2021 - Puneeth Rajkumar, attore e cantante indiano (n. 1975)
- 2021 - Rossano Rubicondi, personaggio televisivo, conduttore televisivo e attore italiano (n. 1972)
- 2021 - Harald Sæther, compositore norvegese (n. 1946)
- 2021 - Renato Zanettovich, violinista italiano (n. 1921)
- 2022 - Antonio Berti, politico italiano (n. 1922)
- 2022 - James Giffen, dirigente d'azienda statunitense (n. 1941)
- 2023 - Charlie Aitken, calciatore scozzese (n. 1942)
- 2023 - René Exbrayat, allenatore di calcio e calciatore francese (n. 1947)
- 2023 - Heath, bassista e compositore giapponese (n. 1968)
- 2023 - Aldo Pifferi, ciclista su strada italiano (n. 1938)
- 2023 - Ronnie Rees, calciatore gallese (n. 1944)
- 2023 - Tony Rohr, attore irlandese (n. 1939)
- 2023 - Brian Rushton, calciatore inglese (n. 1943)
- 2024 - Giacomo Gambetti, critico cinematografico italiano (n. 1932)
- 2024 - Teri Garr, attrice statunitense (n. 1944)
- 2024 - Suzanne Osten, regista e sceneggiatrice svedese (n. 1944)
- 2024 - Elena Sedlak, ballerina, coreografa e attrice italiana (n. 1938)

## Senza anno specificato(1)
- Hendrik Hondius, incisore e editore olandese (n. 1573)